# Riedelia brunneopilosa
Riedelia brunneopilosa là một loài thực vật có hoa trong họ Gừng. Loài này được Henry Nicholas Ridley miêu tả khoa học đầu tiên năm 1916 dưới danh pháp Riedelia ferruginea. Tuy nhiên, danh pháp Riedelia ferruginea đã được Theodoric Valeton sử dụng từ năm 1914 để chỉ một loài khác có ở đông bắc Papua New Guinea, vì thế danh pháp của Ridley là không hợp lệ và năm 2016 Rafaël Herman Anna Govaerts đã đặt tổ hợp tên gọi mới cho loài này là Riedelia brunneopilosa.

## Phân bố
Loài này được tìm thấy ở cao độ 945 m (3.100 ft) dọc theo sông Utakwa (Otakwa) ngược dòng tới phần trung tâm dãy núi Snow = dãy núi Maoke (trong dãy núi Nassau = dãy núi Sudirman) ở tỉnh Papua, Indonesia. Mẫu vật điển hình:  C.B. Kloss s.n. thu thập ngày 14 tháng 1 năm 1912 tại núi Carstensz.